# 漢堡 (印第安納州富蘭克林縣)
漢堡（英語：Hamburg）是位於美國印地安納州富蘭克林縣的一個非建制地區。該地的面積和人口皆未知。